# Văn hóa Thạch Gia Hà
Văn hóa Thạch Gia Hà (tiếng Trung: 石家河文化; bính âm: Shíjiāhé Wénhuà) (2500-2000 TCN) là một nền văn hóa vào cuối thời đại đồ đá mới, tập trung quanh lưu vực trung du Trường Giang thuộc tỉnh Hồ Bắc, Trung Quốc. Đây là nền văn hóa kế thừa của văn hóa Khuất Gia Lĩnh, nằm tại cùng một khu vực và thừa hưởng các đồ tạo tác độc đáo là những dọi se chỉ được tô vẽ. Các bức tượng nhỏ bằng gốm và ngọc thạch khác biệt được làm bằng các kỹ thuật tiên tiến và khá phổ biến. Các dấu tích quặng và các hiện vật đồng đỏ được phát hiện tại một di chỉ thuộc văn hóa Thạch Gia Hà.
Di chỉ đặc trưng Thạch Gia Hà nằm tại Thiên Môn, Hồ Bắc. Địa tầng dưới của di chỉ thuộc về văn hóa Khuất Gia Lĩnh. Di chỉ Thạch Gia Hà có diện tích khoảng 1.200.000 m². Khu định cư có một hào và tường đất bao quanh, nó có thể là một trung tâm khu vực. Thạch Gia Hà là một trong các khu định cư lớn nhất được khai quật cho đến gần đây, nó có hình dạng gần như hình vuông và mỗi phía rộng 1 km. Đây là một giai đoạn mà các làng mạc hay đô thị được mở rộng đối xứng theo hình bầu dục, vuông, chữ nhật hoặc hình thang.